# Step Up to the Streets
Step Up to the Streets ist ein Tanzfilm aus dem Jahr 2008 von Regisseur Jon M. Chu mit Robert Hoffman, Briana Evigan, Adam Sevani und Cassie Ventura in den Hauptrollen und die Fortsetzung des Films Step Up.

## Handlung
Die Straßentänzerin Andie West lebt bei Sarah, einer Freundin ihrer verstorbenen Mutter. Um an dem illegal organisierten Tanzwettbewerb „The Streets“ teilzunehmen, drehen Andie und ihre Tanzgruppe, die Crew „410“, in der U-Bahn ein Video von ihrer Tanzeinlage. Da Andie für das Tanzen regelmäßig die Schule schwänzt und sich selten an Absprachen hält, fühlt sich Sarah mit deren Erziehung überfordert. Den einzigen Ausweg sieht sie darin, Andie zu ihrer Tante nach Texas zu schicken. Daraufhin reißt Andie aus und trifft auf Tyler Gage, der ihr einen Ausweg aus der Situation zeigt: Verliert sie einen Tanz-Battle gegen ihn, soll sie an der Maryland School of the Arts vortanzen, an der Schule, die ihm den Weg von der Straße zeigte. Zuerst ist sie von seiner Idee wenig begeistert, lässt sich aber dennoch darauf ein und verliert.
Beim Vortanzen ist Andie die einzige, die keine klassische Ballettkür vorführt und wird doch durch die Fürsprache von Chase, dem Bruder des Direktors Blake Collins, angenommen. Zunächst fühlt sie sich an der neuen Schule unwohl, bis sie Chase näher kennenlernt und sich mit Moose, einem Schüler der Bühnenbildner, anfreundet, der in seiner Freizeit allerdings auch tanzt.
Der Unterricht an ihrer neuen Schule nimmt Andie zeitlich so sehr in Anspruch, dass sie immer seltener zu den Proben der Crew kommen kann und so aus der Crew geworfen wird. Chase kann sie schließlich davon überzeugen, eine eigene Crew, die „MSA“, zu gründen, die sich aus Mitschülern zusammensetzt, die sich ebenfalls von der Ballettwelt eingeengt fühlen. Außerdem wechselt Missy, eine Freundin von Andie, zur „MSA“, da ihr das Verhalten der „410“ missfällt. Zur Teilnahme an „The Streets“ benötigt die Crew ein gutes Bewerbungsvideo, in dem sie die „410“ aufs Korn nehmen.
Auf dem Heimweg von einem Barbecue bei Missy, bei dem sich Andie und Chase näher gekommen sind, wird Chase von Mitgliedern der „410“ zusammengeschlagen. Außerdem verwüstet die „410“ einen Probenraum der Maryland School of the Arts mit der Warnung an die „MSA“, nicht bei „The Streets“ anzutreten. Andie, die die Verantwortung für den Vandalismus übernimmt, wird der Schule verwiesen, mit der Konsequenz, dass sie nun zu ihrer Tante nach Texas ziehen muss.
„The Streets“ findet am Abend einer Benefizgala der Schule statt. Chase entscheidet, mit der Crew an „The Streets“ teilzunehmen. Sie besuchen Andie zu Hause und Sarah erlaubt Andie, mit ihrer Crew zu „The Streets“ zu gehen, da sie von der Crew erfahren hat, dass Andie bereit ist, Verantwortung zu übernehmen.
Direktor Collins will den Auftritt der „MSA“ unterbinden, doch Moose kann ihn dazu überreden, sich den Auftritt zunächst anzusehen. Als die „410“ die „MSA“ von ihrem Auftritt abhält, erinnert Andie das Publikum an die Wurzeln von „The Streets“. Schließlich tritt die „MSA“ bei strömendem Regen auf der Straße auf. Die Gruppe gewinnt den Wettbewerb und Direktor Collins nimmt Andies Schulverweis zurück. Außerdem legt er Moose nahe, das Fach zu wechseln. Moose wird von Sophie geküsst. Zudem werden Andie und Chase ein Paar.

## Hintergrund
Das Budget des Films wurde auf 23 Millionen US-Dollar geschätzt. Step Up to the Streets wurde in Baltimore gedreht. Drehbeginn war der 30. Juli 2007. Er feierte seine Filmpremiere am 14. Februar 2008 in den USA. In den Kinos in Deutschland lief er am 6. März 2008 an, in Österreich einen Tag später. Der Kinostart in der Schweiz erfolgte am 12. März 2008. Weltweit konnte der Film knapp 148,5 Millionen US-Dollar einspielen, davon über 22,1 Millionen US-Dollar am Eröffnungswochenende. Davon wurden rund 58 Millionen US-Dollar in den USA eingenommen. Die Einnahmen in den deutschen Kinos beliefen sich auf knapp 5,5 Millionen Euro, davon knapp 1,3 Millionen Euro am Eröffnungswochenende, während an den österreichischen Kinokassen knapp 531.000 Euro eingenommen wurden, am Startwochenende knapp 120.000 Euro. In der Schweiz wurden über 2,8 Millionen Schweizer Franken eingespielt, davon entfielen rund 667.000 Schweizer Franken auf das Eröffnungswochenende. An den deutschen Kinokassen wurden über 193.000 Besucher gezählt.
Die Choreografie wurde von Jamal Sims, Dave Scott und Nadine „Hi-Hat“ Ruffin übernommen. Zwei der Choreografen, Nadine Ruffin und Dave Scott, haben im Film Gastrollen. Zudem wurden die „JabbaWockeez“, die Finalisten der MTV-Sendung „Randy Jackson Presents America’s Best Dance Crew“, für den Film gewonnen und sind in der Eingangsszene mit ihrem Markenzeichen, den weißen Masken, zu sehen. Ebenso ist der Regisseur Jon M. Chu in einem Cameo-Auftritt mit Stunt-Doubles probend zu sehen.
Robert Hoffman bereitete sich auf seine Rolle des Chase Collins vor, indem er in Baltimore in der Untergrund-Tanzszene an Breakdance-Wettbewerben teilnahm. Will Kemp, der die Rolle des Blake Collins spielte, wurde vom Royal Ballet abgelehnt, worauf Adam G. Sevani in der Rolle des Moose anspielt, als er erklärt, Blake habe die neu gegründete Gruppe „MSA“ verlassen, um beim Royal Ballet zu tanzen.
Der Name der Tanzcrew „410“ leitet sich von der gleichlautenden Vorwahl Baltimores ab.

## Kritik
Der Film erhielt überwiegend negative Kritiken und erreichte bei Rotten Tomatoes eine Bewertung von 27 %, basierend auf 62 Kritiken.
Das Lexikon des internationalen Films urteilt: „Der betont auf subversiv und »cool« getrimmte Jugend-Tanzfilm setzt sich nur wenig überzeugend mit der »Underground«-Tanzszene auseinander und propagiert wenig differenziert Selbstbewusstsein und Respekt als Voraussetzungen für den sozialen Aufstieg.“
Die Redaktion der Zeitschrift Computer Bild resümiert: „In der stereotypen Geschichte können lediglich der geniale Soundtrack und die ausgefallenen Choreografien überzeugen.“
Ulrich Kriest von der Stuttgarter Zeitung urteilt, es sei „eine echte Überraschung […], dass die […] Geschichte vom ausbeuterischen Konflikt zwischen anarchoider Subkultur und subventionierter Hochkultur hier unverblümt rassistisch ausgefallen ist.“
Susanna Fazio von Outnow.ch räumt ein, dass „die Handlung vorhersehbar [ist], was aber nicht weiter stört.“ Inhaltlich dürfe man „nicht allzu intellektuelle Unterhaltung erwarten, denn hier steht ganz klar das Tanzen im Vordergrund. Andies selbstbewusste Sprüche und die Zickereien mit Chase sind jedoch durchaus amüsant mitzuverfolgen. […] Eine unterhaltsame Freakshow sozusagen.“ Neben dem leidenschaftlichen Engagement der Darsteller lobt sie insbesondere die ausgefallene und immer wieder überraschende Choreographie sowie den überzeugenden Soundtrack. Sie schließt mit dem Urteil, der Film sei „ein farbenprächtiges Tanzspektakel für Tanzfilm- und Street Dance-Fans.“

## Soundtrack
Der Soundtrack erschien am 7. März 2008 und umfasst 16 Titel.
| Nr. | Titel                       | Interpret                         |
| --- | --------------------------- | --------------------------------- |
| 1.  | Low                         | Flo Rida featuring T-Pain         |
| 2.  | Shake Your Pom Pom          | Missy Elliott                     |
| 3.  | Killa                       | Cherish featuring Yung Joc        |
| 4.  | Hypnotized                  | Plies featuring Akon              |
| 5.  | Is It You                   | Cassie                            |
| 6.  | Can’t Help But Wait (Remix) | Trey Songz featuring Plies        |
| 7.  | Church                      | T-Pain feat. Teddy Verseti        |
| 8.  | Ching-a-Ling                | Missy Elliott                     |
| 9.  | Push                        | Enrique Iglesias                  |
| 10. | 369                         | Cupid featuring B.o.B             |
| 11. | Impossible                  | Bayje                             |
| 12. | Lives in Da Club            | Sophia Fresh featuring Jay Lyriq  |
| 13. | Girl You Know (Remix)       | Scarface featuring Trey Songz     |
| 14. | Say Cheese                  | KC                                |
| 15. | Let It Go                   | Brit & Alex                       |
| 16. | Ain’t No Stressin           | Montana Tucker, Sikora and Denial |

Die nachfolgenden Lieder werden im Film gespielt, sind jedoch nicht auf dem offiziellen Soundtrack enthalten:
| Titel                                  | Interpret                                                     |
| -------------------------------------- | ------------------------------------------------------------- |
| Get Down                               | Busta Rhymes feat. Timbaland                                  |
| Midnight                               | Pitbull Feat. Casely                                          |
| The Way I Are                          | Timbaland Feat. Keri Hilson                                   |
| We All Want the Same Thing             | Kevin Michael                                                 |
| Whenever There is You                  | Koop                                                          |
| The Clapping Song (Clap Pat Clap Slap) | Shirley Ellis                                                 |
| Bring Me Flowers                       | Hope Shorter                                                  |
| Lights Off                             | Trick Daddy                                                   |
| Bounce                                 | Timbaland Feat. Missy Elliott, Dr. Dre, and Justin Timberlake |
| Independent                            | Webbie Feat. Boosie                                           |
| No Te Veo (Remix)                      | Jowell & Randy Feat. Guelo Star & J-King y Maximan            |
| Everything I Can’t Have                | Robin Thicke                                                  |
| The Humpty Dance                       | Digital Underground                                           |
| Haterz Everywhere                      | B.o.B & Wes Fif                                               |
| Mmm…                                   | Laura Izibor                                                  |
| Work It                                | Pretty Ricky                                                  |
| Money in the Bank                      | Swizz Beatz                                                   |
| I’m a G                                | Yung Joc                                                      |
| The Potion                             | Ludacris                                                      |
| Slide N Crank                          | Kwame B. Holland                                              |
| Show Me                                | Tania featuring Yung Craze                                    |
| Killing In The Name                    | Rage Against the Machine                                      |
| The Diary Of Jane                      | Breaking Benjamin                                             |
| Cant help but wait                     | Trey Songz                                                    |

## Nominierungen und Auszeichnungen
Bei den MTV Movie Awards 2008 gewannen Briana Evigan und Robert Hoffman den Filmpreis in der Kategorie „Bester Kuss“.
Den Teen Choice Award in der Kategorie „Choice Movie: Drama“ konnte der Film 2008 gewinnen. Im selben Jahr wurde Briana Evigan bei dieser Veranstaltung für den Filmpreis „Choice Movie Breakout Female“ nominiert.
Bei den Image Award wurde Danielle Polanco 2008 als beste Nebendarstellerin nominiert.

## Fortsetzungen
Die zweite Fortsetzung Step Up 3D kam am 26. August 2010 ins Kino. Eine weitere Fortsetzung unter dem Namen Step Up: Miami Heat lief am 30. August 2012 in den deutschen Kinos an, 2014 folgte Step Up: All In.